# Зверев, Анатолий Тимофеевич
Анато́лий Тимофе́евич Зве́рев (3 ноября 1931, Москва — 9 декабря 1986, там же) — советский художник-авангардист и график.

## Биография
Родился 3 ноября 1931 года в Москве в Сокольниках в семье инвалида гражданской войны, мать — рабочая. Учился в школе рисованию на уроках художника-графика Николая Васильевича Синицына (ученика А. П. Остроумовой-Лебедевой).
Далее поступил в художественное ремесленное училище. На экзамене получил высокий разряд — маляра-альфрейщика (маляра по художественной отделке). Работал в доме пионеров, потом в парке «Сокольники».
Прослужил на флоте восемь месяцев, демобилизовался по болезни. В 1954 поступил в Московское областное художественное училище памяти 1905 года, откуда вскоре был исключен за богемно-анархическое поведение. Зверев был женат два раза. В 1957 году он женился на Людмиле Назаровой, «смешливой, курносой Люсе». У них родились сын Михаил и дочь Вера. Семейная жизнь длилась недолго. Зверев почти не видел своих детей.

Свой бездомный образ жизни он объяснял тем, что жить он мог только у матери в однокомнатной квартире, а дом этот был ему не люб. Поэтому появлялся он там крайне редко, а ночевал у друзей, знакомых, собутыльников и вообще где придется. Одевался в то, что дадут.
Участник квартирных выставок 1959—1962 годов. Первая зарубежная персональная выставка Анатолия Зверева состоялась в 1965 году в парижской галерее «Motte» по инициативе Игоря Маркевича. В 1957 году гравюры Анатолия Зверева экспонируются на Молодёжной выставке в Москве, устроенной к VI Международному фестивалю молодежи и студентов, в 1959 году репродукции его картин на своих страницах поместил американский новостной журнал «Life», а в 1961 году три зверевские акварели приобретает Нью-Йоркский музей современного искусства. Зверева выставляют в Нью-Йорке, Париже, Копенгагене, Вене, Лондоне, Брюсселе. На родине единственная прижизненная персональная выставка состоялась в 1984 году в Горкоме графиков.
Семнадцать лет сожительствовал с вдовой Николая Асеева — Ксенией Михайловной Синяковой (1892—1985), которая была его старше на 39 лет, до самой её смерти в 1985 году. Это ей посвящено стихотворение Асеева «За косы её золотые, за плечи её молодые». Велимир Хлебников посвятил ей пятую часть поэмы «Синие оковы», так как она одна из пяти сестёр Синяковых («И жемчуг северной Печоры / Таили ясных глаз озёра…»).
Cкончался при не совсем ясных обстоятельствах в возрасте пятидесяти пяти лет. По словам его друга — художника Сергея Пахомова, Зверев в последние годы жизни злоупотреблял спиртными напитками и «умер от того, что не смог приобрести спиртного на опохмелку» (в Москве тогда были проблемы с приобретением спиртных напитков по причине антиалкогольной кампании). Похоронен на Долгопрудненском кладбище.

## Творческое наследие
Творческое наследие Анатолия Зверева насчитывает более 30 тысяч работ. Разнообразие обстоятельств создания работ художника, материалов при этом использованных и смешение школ делает затруднительным достоверную искусствоведческую экспертизу для отделения настоящих работ от подделок, присутствующих на рынке. В этих условиях «знаточество» становится единственным способом работы с наследием А. Т. Зверева.
Зверев одним из первых советских художников усвоил художественные уроки Джексона Поллока; во многих отношениях был близок к ташизму. С середины 1950-х гг. «основным спонсором, коллекционером и пропагандистом» Зверева был Георгий Костаки, считавший его первым русским экспрессионистом. Апологеты Зверева утверждают, что сам Пикассо отзывался о нём как о великом русском рисовальщике, а Роберт Фальк пафосно заявлял, что каждое прикосновение его кисти священно.
В 2013 году в Москве был открыт частный Музей АZ (Анатолия Зверева).
- Государственная Третьяковская галерея, Москва
- Музей АЗ, Москва
- Музей нонконформизма, Москва
- Московский музей современного искусства, Москва
- Музей актуального искусства ART4.RU, Москва
- Государственный исторический музей, Москва
- Новый музей, Санкт-Петербург
- Музей Джейн Вурхис Зиммерли, коллекция Нортона и Нэнси Додж, Ратгерский университет, кампус Нью-Брансуик, Нью-Джерси, США
- Музей современного искусства, Нью-Йорк, США
- Kolodzei Art Foundation, Хайланд-парк, Нью-Джерси, США
- Собрание Евгения Нутовича, Москва
- Собрание Валерия Дудакова, Марины Кашуро, Москва
- Собрание Бар-Гера, Кёльн, Германия
- Собрание Костаки, Афины, Греция